# Alfonzo Dennard
(en) Statistiques sur pro-football-reference
Alfonzo Dennard, né le 9 septembre 1989 à Rochelle, est un joueur américain de football américain.

## Biographie

### Enfance
Dennard étudie à la Wilcox County High School de Rochelle et contribue au titre de vice-champion de l'état de Géorgie pour la Class A lors de sa dernière saison lycéenne. Il accepte une proposition de l'université de Géorgie, déclinant par la même occasion les sollicitations de l'université de Caroline du Nord à Chapel Hill et des Trojans de Troy. 

### Carrière

#### Université
Il évolue sous la bannière des Cornhuskers du Nebraska de 2008 à 2011,. Sur ses deux dernières années, il se révèle comme l'un des piliers de la défense du Nebraska et apparaît dans la seconde équipe de la saison de la Big 12 Conference en 2010 et dans l'équipe première en 2011, recevant également le titre de MVP défensif des Cornhuskers pour sa dernière année en NCAA.

#### Professionnel
Alfonzo Dennard est sélectionné au septième tour de la draft 2012 de la NFL par les Patriots de la Nouvelle-Angleterre au 224e choix. Marqué par les blessures lors de la pré-saison 2012, il est placé cinquième dans la hiérarchie des cornerbacks derrière Devin McCourty, Kyle Arrington, Ras-I Dowling et Sterling Moore. Cependant, il arrive à disputer dix matchs dont sept comme titulaire lors de sa saison de rookie. 
En avril 2013, Dennard est condamné à trente jours de prison pour l'agression d'un policier avant son arrivée dans le milieu professionnel, en 2012. Avec cette sentence, il est également condamné à « 24 mois de probation et 100 heures de travaux d’intérêt général » et l'interdiction, dans un premier temps, de faire des voyages autres que professionnels. Quelques mois plus tard, en juillet 2013, le cornerback est soupçonné de conduite en état d'ivresse et refuse d'effectuer un test d'urine. Reconnu coupable de violation de probation et de conduite en état d'ivresse, il écope de trente jours de prison de plus en décembre 2013 et purge sa peine à Lincoln en avril 2014,.
Après une saison 2013 intéressante malgré les ennuis judiciaires, les statistiques de Dennard baissent en 2014 et il se retrouve remercié par les Patriots, avant les playoffs victorieux pour le Super Bowl XLIX, et est récupéré plus tard par les Cardinals de l'Arizona,. Néanmoins, Dennard est remercié avant le début du camp d'entraînement pour la saison 2015.
Après des passages rapides chez la Brigade de Baltimore, en Arena Football League, et avec les Roughriders de la Saskatchewan, en Ligue canadienne de football sans jouer, il ne retrouve plus d'équipe au niveau professionnel. En février 2022, Alfonzo Dennard est arrêté, à Lincoln, pour violences conjugales sur sa compagne de longue date, cette dernière souffrant de « blessures mineures ».